# Kabinett William Henry Harrison
William Henry Harrison wurde 1840 als erster Kandidat der United States Whig Party zum Präsidenten der Vereinigten Staaten gewählt. Er war bereits vier Jahre zuvor angetreten und hatte als einer von vier regionalen Whig-Kandidaten den zweiten Platz hinter dem Demokraten Martin Van Buren belegt. 1840 konnte er diesen dann besiegen. Bei seinem Amtsantritt war er 68 Jahre alt und damit der zu diesem Zeitpunkt älteste Präsident, bis Ronald Reagan 1981 im Alter von fast 70 Jahren ins Weiße Haus einzog.
Harrison war auch der erste Präsident, der seine Amtszeit nicht überlebte. Er starb bereits nach einem Monat an den Folgen einer Lungenentzündung, die er sich bei seiner Amtseinführung zugezogen hatte. Nach der bislang kürzesten Präsidentschaft in der US-Geschichte trat am 4. April 1841 mit John Tyler erstmals der Vizepräsident die Nachfolge seines gestorbenen Vorgängers an.

## Mehrheit im Kongress
| Präsident                         | Präsident                  | Kongress | Haus | Haus    | Senat | Senat | Gesamt | Gesamt             |
| --------------------------------- | -------------------------- | -------- | ---- | ------- | ----- | ----- | ------ | ------------------ |
|                                   | William Henry Harrison (W) | 27.      |      | 142/242 |       | 29/51 |        | Unified government |
| Quelle: Repräsentantenhaus, Senat |                            |          |      |         |       |       |        |                    |

## Das Kabinett
| Ressort / Amt                          | Amtsinhaber            | Partei | Partei   | Zeitraum | Bild |
| -------------------------------------- | ---------------------- | ------ | -------- | -------- | ---- |
| Präsident der Vereinigten Staaten      | William Henry Harrison |        | Whig (W) | 1841     |      |
| Vizepräsident der Vereinigten Staaten  | John Tyler             |        | W        | 1841     |      |
| Ministerämter                          |                        |        |          |          |      |
| Außenminister der Vereinigten Staaten  | Daniel Webster         |        | W        | 1841     |      |
| Finanzminister der Vereinigten Staaten | Thomas Ewing           |        | W        | 1841     |      |
| Kriegsminister der Vereinigten Staaten | John Bell              |        | W        | 1841     |      |
| Marineminister der Vereinigten Staaten | George Edmund Badger   |        | W        | 1841     |      |
| Justizminister der Vereinigten Staaten | John Jordan Crittenden |        | W        | 1841     |      |
| Postminister der Vereinigten Staaten   | Francis Granger        |        | W        | 1841     |      |